# ヨセフの息子たちを祝福するヤコブ (レンブラント)
『ヨセフの息子たちを祝福するヤコブ』（蘭: Jacob zegent Ephraïm en Manasse、独: Jakob segnet Ephraim und Manasse、英: Jacob Blessing the Sons of Joseph）は、17世紀オランダ黄金時代の巨匠レンブラント・ファン・レインが1665年にキャンバス上に油彩で制作した絵画である。『旧約聖書』に登場するヤコブとヨセフの物語を主題としている。「絵具の上に透明な釉薬をかけたような彫刻的ともいえる表面」を有しているといわれる作品である。 作品は、ドイツのカッセル古典絵画館に所蔵されている。

## 来歴
この絵画は、アムステルダムの貴族ウィレム・スフレイフェル (Willem Schrijver) により委嘱された。1661年のウィレム・スフレイフェルの死後、妻のウェンデラ・デ・フラーフ (Wendela de Graeff) の兄弟で、アムステルダムの市長であったアンドリース・デ・フラーフ (Andries de Graeff) は、レンブラントの本作も含めウェンデラの財産を受け継いだ。絵画は1752年までデ・フラーフ家に所有されていたが、ヘリット・デ・フラーフ・ファン・ツァイト＝ポルスブローク (Gerrit de Graeff van Zuid-Polsbroek) の死後、遺産相続者たちは、ハンブルクの画商アントニー・ルトゲルス (Anthony Rutgers) を通して、ヴィルヘルム8世 (ヘッセン＝カッセル方伯) に売却した。方伯は、作品をカッセルのベルヴュー宮殿 (Bellevue Palace) にあった彼のコレクションに加えた。

## 主題
『ヨセフの息子たちを祝福するヤコブ』は、『旧約聖書』の「創世記」48章の場面を表している。この場面で、ヨセフは、死につつある父親のヤコブの祝福を受けられるよう、自分の2人の子供 (マナセとエフライム) をヤコブのところに連れてくる。慣例に従えば、長男が家父長の右手で祝福される。しかし、ヤコブは故意に両腕を交差させ、右手を次男のエフライムの頭部に置き、左手を長男のマナセの頭部に置く。ヨセフは不満を持ち、父親が誤ってそうしたのだと思う。ヨセフが父親の行いを正そうとした時、ヤコブは拒否し、「意図的に次男を祝福しているのだ。次男の方がより偉大な者になるだろう」とヨセフに告げる。ヤコブはすでに目が見えなくなっていたが、神の力によって孫たちの資質を見抜いたのである。

## 作品
レンブラントは、特に盲目のテーマに深い関心を持っていたように思われる。レンブラントの好んだトビト、ホメロス、サムソンなど盲目の人物を絵画にいく度も取り上げているが、本作でもヤコブは盲目である。
なお、本来、ヨセフの子供たちを祝福するヤコブの場面に、ヨセフの妻アセナット (Asenath) は登場しない (「創世記」の41章によると、エジプトの神官の娘アセナットは、ファラオ自身によりヨセフに妻として与えられた)。本作にアセナットが加えられているのは、ウィレム・スフレイフェルから委嘱されたからである。絵画は、スフレイフェルを妻のウェンデラ、子供たちといっしょに聖書の人物として表しているのである。
レンブラントは、光と陰の対比 (キアロスクーロ) の使用で有名であり、本作も例外ではない。 この技法により、背景をぼかしつつ、主要人物であるヤコブ、ヨセフ、エフライム、マナセに注意を引き寄せている。とりわけ、祝福されているエフライムは、後光に取り巻かれているように見える。また、エフライムはマナセより大きく描かれており、祝福の持つ意味の重要性を視覚的に暗示している。
レンブラントが用いている主要な色彩も目立つ。黄色、茶色、そして赤色は、絵画に親密、神聖、柔和、厳粛な雰囲気を与えている。